# Шаппі Хорсанді
Шапарак Хорсанді (перс. شاپرک خرسندی, 8 червня 1973 р.) — британська артистка стендапу і письменниця іранського походження. Дочка іранського політичного сатирика і поета Гаді Хорсанді. Її сім'я покинула Іран, коли вона була дитиною, після ісламської революції.
У січні 2016 року вона стала президентом організації «Гуманісти Сполученого Королівства», і стала віце-президентом у 2019 році. Її друга книга та перший роман Nina is Not OK («Ніна не в порядку») вийшов у 2016 році.

## Особисте життя
Народилася в Ірані у родині Гаді Хорсанді. Вона і її сім'я були змушені тікати з Ірану в Лондон після ісламської революції після публікації сатиричного вірша, написаного її батьком, в якому критикувався революційний режим.
Хорсанді виховувалася поза будь-якою релігією, вона ідентифікує себе як атеїстку й гуманістку. Пізніше вона стала меценаткою «Гуманістів Сполученого Королівства», які призначили її президентом на трирічний термін із січня 2016 року, на зміну Джимові Аль-Халілі.
Хорсанді закінчили Коледж короля Альфреда (нині Університет Вінчестера) у 1995 році за спеціальністю «Драма, театр і телебачення», а потім перейшов до кар'єри в комедії. У 2010 році університет удостоїв її звання почесного доктора.
Хорсанді була одружена з коміком Крістіаном Рейлі, з яким у неї є син Кассіус. Вони розлучилися у 2011 році. Хорсанді живе з сином у Південно-Західному Лондоні поблизу парку Річмонд. Її батько і брат — також коміки-стендапери. У листопаді 2012 року вона оголосила у Twitter, що чекає на другу дитину, що відбудеться влітку 2013 року. 7 червня 2013 року Хорсанді народила дівчинку Женев'єву. В інтерв'ю 2014 року вона сказала: «Я все роблю сама, не підтримую контакту з батьком. Але це добре, я не злюсь і не серджусь». Вона говорить про себе, що бісексуальна.

## Кар'єра

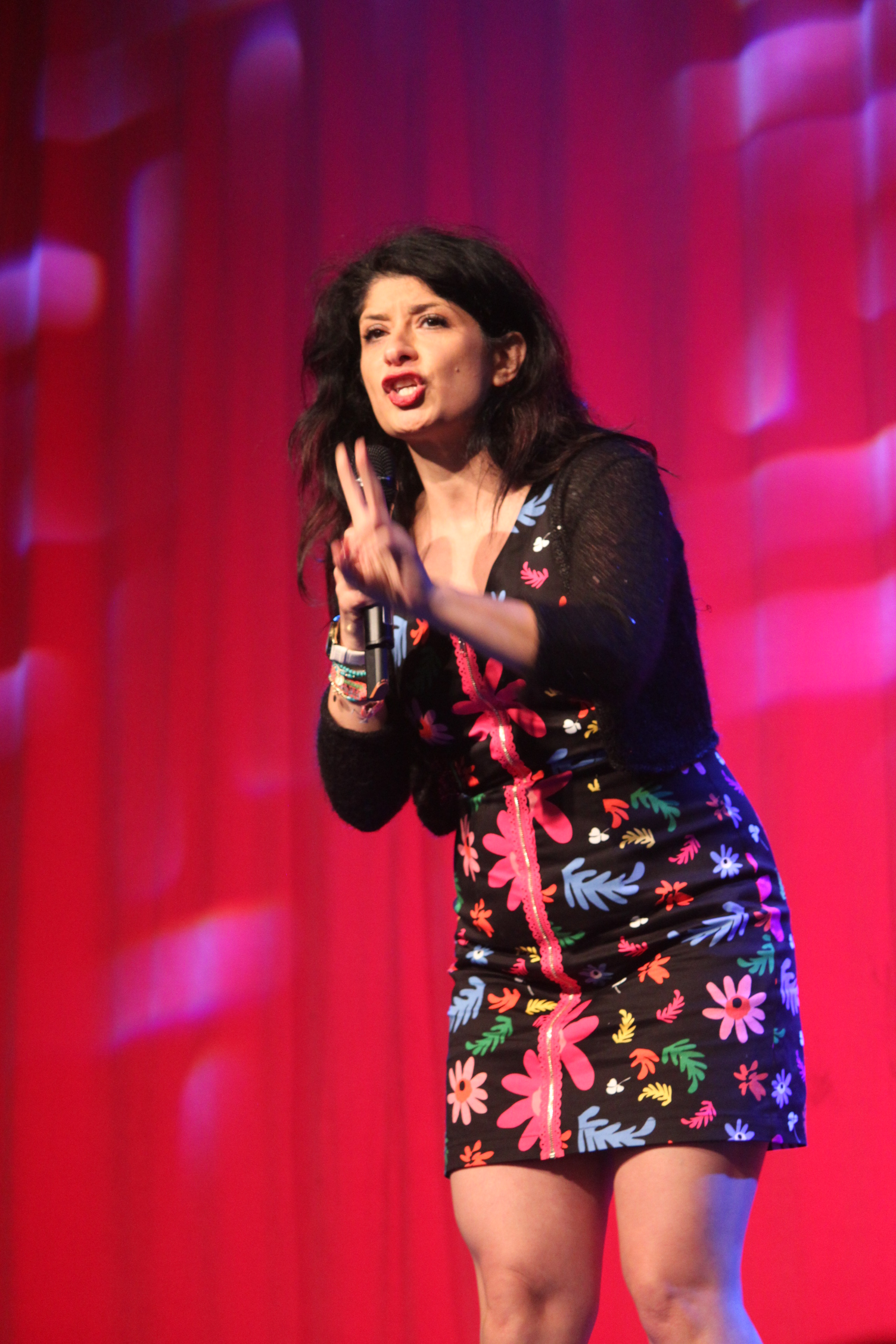
Шаппі Хорсанді на Glastonbury Festival 2015

Хорсанді виступає зі стендап-комедією. Упродовж 1997 року був головною виконавицею у Joe Wilson's Comedy Madhouse. З'явилася в багатьох програмах BBC Radio 4, включаючи Quote… Unquote, Loose Ends, You and Yours, Midweek, Just A Minute, The Now Show та The News Quiz, а також на Телебаченні BBC у програмах Have I Got News For You та QI. У липні 2009 року вона вела власне шоу з чотирьох частин, Shappi Talk, на BBC Radio 4, у якому йшлося про те, як це — рости у багатокультурній родині. Вона також інколи пише для інтернет-журналу Iranian.com.
2 липня 2009 року у видавництві Ebury Press вийшли мемуари Хорсанді під назвою A Beginner's Guide to Acting English («Посібник з англійської поведінки для початківця»).